# أيون (إله)
أيون (باليونانية: Αἰών) (بالاتينية: Aeon) هو إله مرتبط بالزمن والبروج في الميثولوجيا الإغريقية القديمة وتكافئه إيترنيتاس في ميثولوجيا الرومانية، والخلود في الديانات الغامضة المهتمة بالحياة بعد الموت، وهو من الآلهة البدائية كأيثر وهميرا وابن كايوس وأخ كل من إيريبوس،تارتاروس،غايا،خرونوس،نيكس،أنانكي.

## أصل التسمية
أيون (بالاتينية: Aeon) كلمة لاتينية تعني الحياة والأبدية والخلود وهي مأخودة من اللغة الكوينيه اليونانية "αἰών" المأخودة بدورها من الكلمة اليونانية القديمة "αἰϝών"، وهي تشبه في المعنى كلمة "कल्प" في اللغة السنسكريتية، و "עוֹלָם" في العبرية.

## الولادة
حسب الميثولوجيا الإغريقية القديمة فإن كايوس هي الربة الأولية الذي أتت منها الآلهة البدائية الأولى والتي تدعى البروتوغونيون.

## وصفه
يصور أيون على أنه شاب بجسد إنسان مع أجنحة في بعض الأحيان، وغالبًا ما يكون عاريًا أو شبه عاري ويقف وسط طوق دائري يحيط به والذي يرمز لدائرة البروج أو ثعبان يلتهم ذيله لدلالة على الطبيعة الدورية للوقت، كما يصور في بعض الأحيان كرجل عجوز.

## أيون في ميثولوجيا الرومانية
كان من نتائج التوفيق بين المعتقدات الرومانية واليونانية ظهور إيترنيتاس الذي أصبح رمزًا لديمومة الحكم الروماني حتى إن أباطرة مثل أنطونيوس بيوس أصدروا عملات معدنية تحمل صور إيترنيتاس، وأخرى تصور كلا من إيترنيتاس وأيون وطائر الفينيق.

## في الثقافة

### ألعاب فيديو
تحمل لعبة الفنتازيا من إصدارات شركة إن سي سوفت العالمية اسم أيون (Aion) وهي لعبة اون لاين خيالية.

### قصص المصورة
أيون (Aion) هي سلسلة مانغا يابانية كتبها يونا كغيساكي ونشرت في اليابان بواسطة فوجيمي شوبو.

### سيارات
أيون (Aion) هي علامة تجارية فرعية لسيارات الكهربائية الصينية تابعة لشركة قوانغتشو للسيارات تأسست في عام 2018 لتنافس في سوق شركة السيارات الكهربائية الصينية السريعة النمو.

### فرق فنية
أيون (Aion) هي فرقة ميتال يابانية من أوساكا، تأسست سنة 1983.

## معرض صور

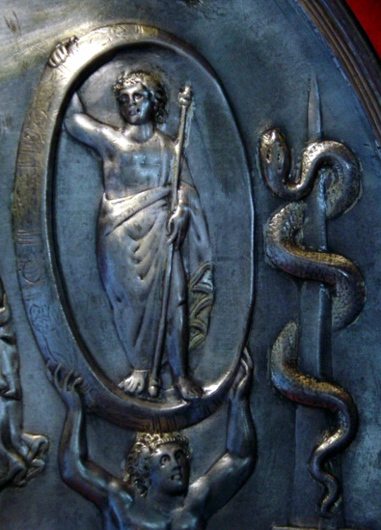
تفاصيل من لوحة بارابياغو التي تصور أيون.
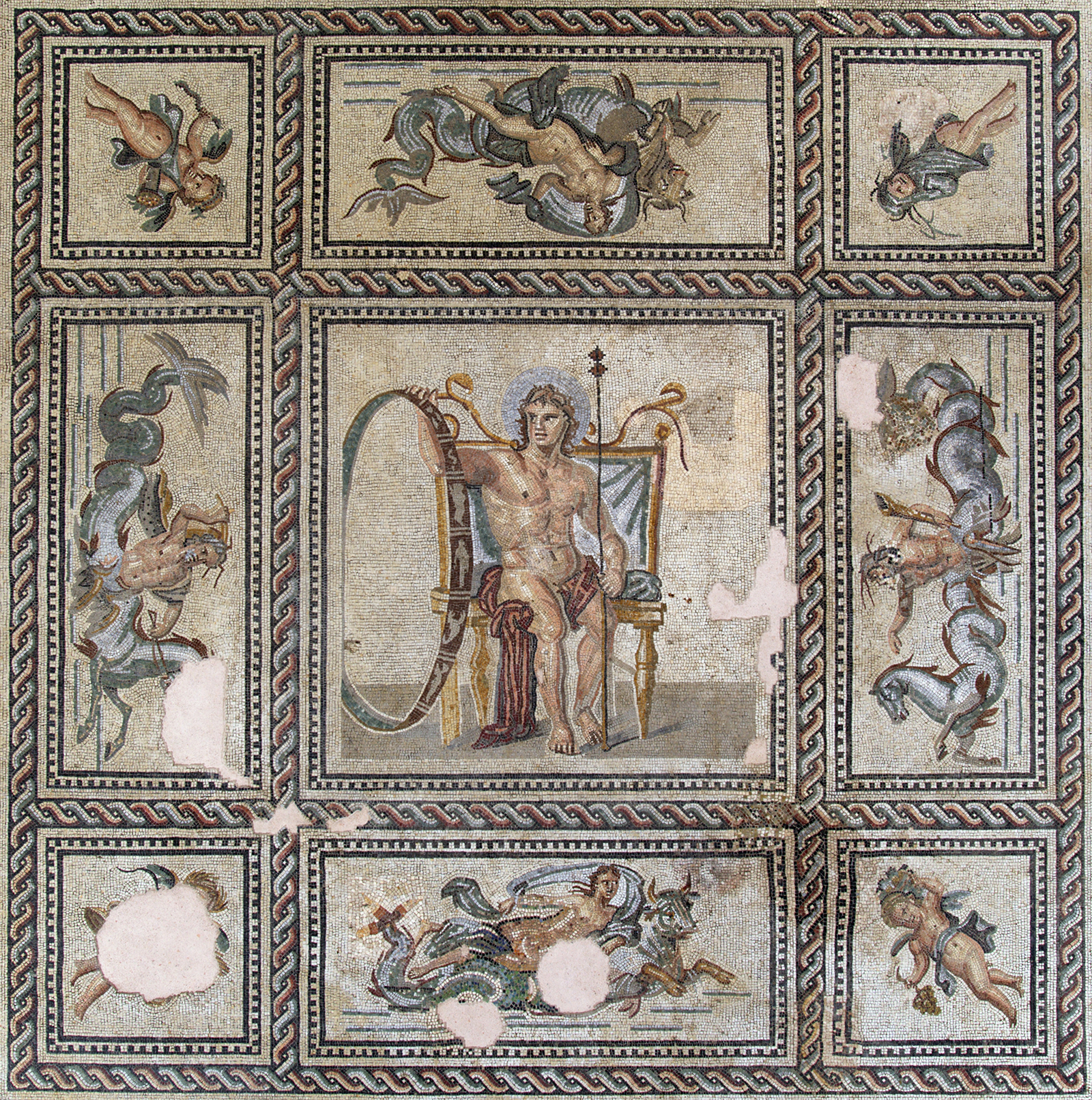
فسيفساء لأيون من بيت أيون في آرل، فرنسا الرومانية القرن الثاني الميلادي.
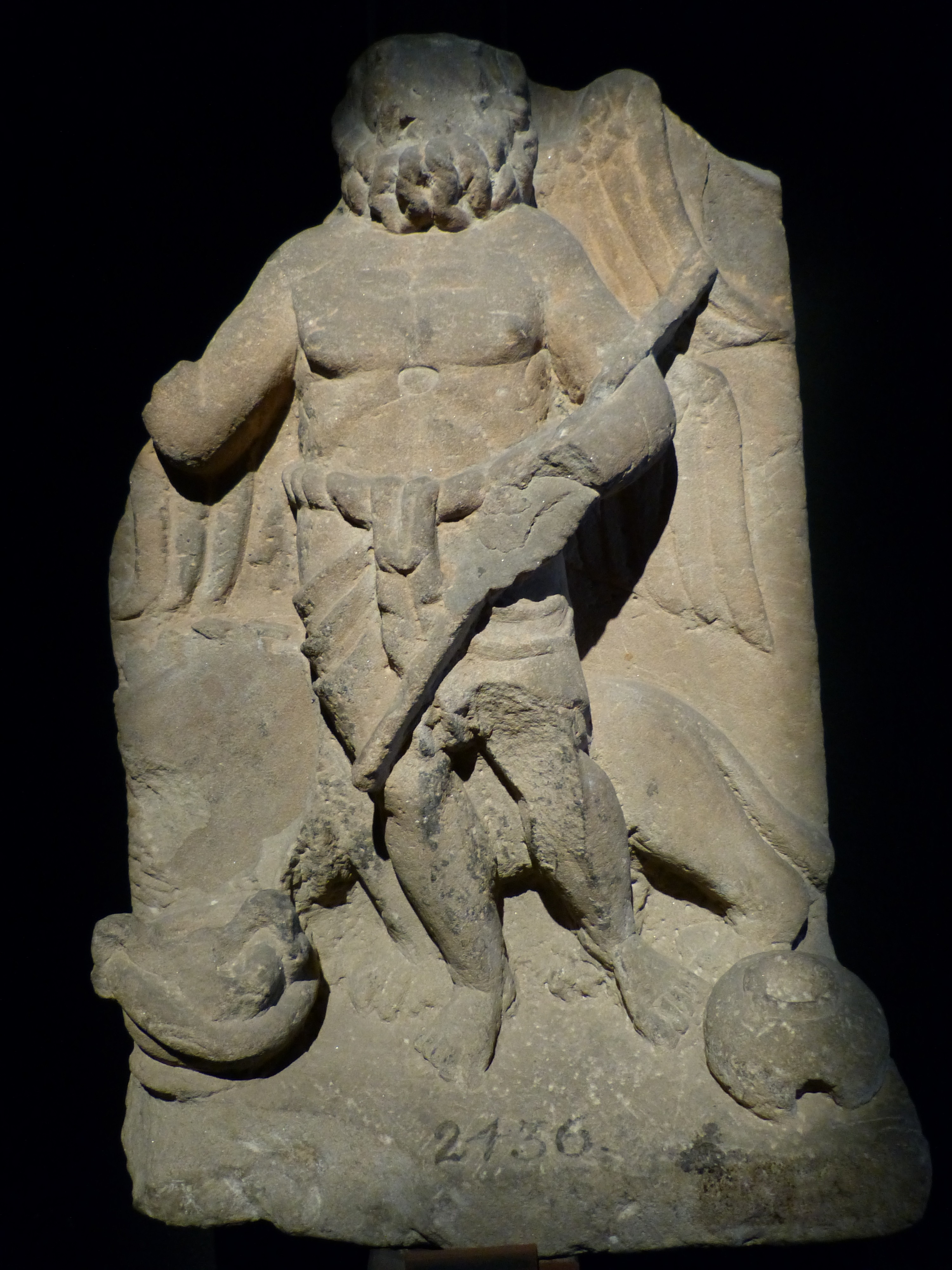
أيون (القرن الثالث الميلادي) المتحف الأثري: الإغاثة حضارة الرومانية القديمة في ستراسبورغ

## وصلات خارجية
- معلومات بالتفصيل حول أيون.
- مناظر لفسيفساء أيون في متحف ميونيخ غليبتوثيك.
- صور أيون في قاعدة بيانات معهد واربورغ.
- قاموس للتحف الإغريقية والرومانية (1890) (ج.إ ماريندين، وليام سميث، LLD، وليام وايت).